# Gnophos stemmataria
Gnophos stemmataria är en fjärilsart som beskrevs av Eduard Friedrich Eversmann 1848. Gnophos stemmataria ingår i släktet Gnophos och familjen mätare. Inga underarter finns listade i Catalogue of Life.